# Gmina Janowice Wielkie
Gmina Janowice Wielkie je polská vesnická gmina v okrese Krkonoše v Dolnoslezském vojvodství. Sídlem gminy je ves Janowice Wielkie. V roce 2020 zde žilo 4 274 obyvatel.
Gmina má rozlohu 57,8 km², zabírá 9,2% rozlohy okresu. Skládá se ze 6 starostenství.

## Starostenství
Janowice Wielkie, Komarno, Miedzianka, Mniszków, Radomierz, Trzcińsko